# П'єро Андреолі
П'єро Андреолі (італ. Piero Andreoli; 2 листопада 1911, Верона — 16 червня 1984, Верона) — італійський футболіст, що грав на позиції Нападника. По завершенні ігрової кар'єри — тренер.
Виступав, зокрема, за клуби «Верона», «Луккезе-Лібертас» і «Болонья».
Дворазовий чемпіон Італії.

## Ігрова кар'єра
У дорослому футболі дебютував виступами за команду «Лоніго». Згодом з 1931 по 1938 рік грав у складі команд «Верона» та «Луккезе-Лібертас».
Своєю грою привернув увагу представників тренерського штабу клубу «Болонья», до складу якого приєднався 1938 року. Відіграв за болонської команду наступні чотири сезони своєї ігрової кар'єри. За цей час двічі виборював титул чемпіона Італії.
Протягом 1942—1947 років захищав кольори клубів «Верона», «Аудаче» (Сан Мікеле), «Тренто» та «Фоджа».
Завершив ігрову кар'єру у команді «Галларатезе», за яку виступав протягом 1947—1948 років.

## Кар'єра тренера
Розпочав тренерську кар'єру, ще продовжуючи грати на полі, 1942 року, очоливши тренерський штаб клубу «Павія».
1946 року став головним тренером команди «Фоджа», тренував команду з Фоджі один рік. Згодом протягом 1952—1953 років очолював тренерський штаб клубу «Емполі».
1953 року прийняв пропозицію попрацювати у клубі «Катанія». Залишив сицилійський клуб 1956 року.
Протягом одного року, починаючи з 1956, був головним тренером команди «Віченца».
1957 року був запрошений керівництвом клубу «Кальярі» очолити його команду, з якою пропрацював до 1958 року.
З 1962 і по 1964 рік очолював тренерський штаб команди «Лечче».
Протягом тренерської кар'єри також очолював команди «Ареццо», «Луккезе-Лібертас», «Таранто», «Піза», «Трапані», «Массімініана» та «Авола».
Останнім місцем тренерської роботи був клуб «Авола», головним тренером команди якого П'єро Андреолі був з 1972 по 1973 рік.
Помер 16 червня 1984 року на 73-му році життя у місті Верона.

## Статистика виступів

### Статистика виступів у кубку Мітропи
| №                      | Розіграш               | Стадія                 | Дата та місце проведення | Команда 1              | Рахунок | Команда 2        | Голи та інші дії |
| ---------------------- | ---------------------- | ---------------------- | ------------------------ | ---------------------- | ------- | ---------------- | ---------------- |
| 1                      | 1939                   | 1/4                    | 18.06.1939, Бухарест     | Венус (Бухарест)       | 1:0     | Болонья          |                  |
| 2                      | 1939                   | 1/4                    | 25.06.1939, Болонья      | Болонья                | 5:0     | Венус (Бухарест) |                  |
| 3                      | 1939                   | 1/2                    | 9.07.1939, Болонья       | Болонья                | 3:1     | Ференцварош      |                  |
| 4                      | 1939                   | 1/2                    | 16.07.1939, Будапешт     | Ференцварош            | 4:1     | Болонья          |                  |
| Всього у кубку Мітропи | Всього у кубку Мітропи | Всього у кубку Мітропи | Всього у кубку Мітропи   | Всього у кубку Мітропи | 4       |                  | 0                |

## Титули і досягнення

### Як гравця
- Чемпіон Італії (2):

«Болонья»: 1938–1939, 1940–1941

### Як тренера
- Чемпіон Серії B (1):

«Катанія»: 1953—1954